# Ляды (Ленинградская область)
Ля́ды (фин. Lätä) — деревня в Гатчинском муниципальном округе Ленинградской области.

## Название
«Ляды» — запущенные пашни, заросшие кустарником или молодым лесом.

## История
Деревня Леда упоминается среди населённых пунктов Никольского Грезневского погоста по переписи 1500 года.
Затем, как две пустоши Leda duol Ödhe в Грезневском погосте в шведских «Писцовых книгах Ижорской земли» 1618—1623 годов.
На шведской «Генеральной карте провинции Ингерманландии» 1704 года, обозначены две смежные деревни: Levda bolsoi и Levda mensoi.
Деревня Ляда упоминается на карте Санкт-Петербургской губернии Я. Ф. Шмидта 1770 года.

ЛЯДЫ — деревня Вырской мызы, принадлежит Марии Федотовне Данауровой, действительной тайной советнице и кавалерственной даме, число жителей по ревизии: 65 м. п., 69 ж. п. (1838 год)

На картах Ф. Ф. Шуберта 1844 года и С. С. Куторги 1852 года указана как деревня Ляды, состоящая из 27 дворов.
На этнографической карте Санкт-Петербургской губернии П. И. Кёппена 1849 года она обозначена как деревня «Lädä», расположенная в ареале расселения савакотов. В пояснительном тексте к этнографической карте она записана как деревня Lädä (Ляды) и указано количество её жителей на 1848 год: савакотов — 75 м. п., 77 ж. п., всего 152 человека.

ЛЯДЫ — деревня тайного советника Донаурова, по просёлочной дороге, число дворов — 29, число душ — 65 м. п. (1856 год)

ЛЯДЫ — деревня владельческая при колодце, число дворов — 37, число жителей: 8 м. п., 98 ж. п.

ЛЯДСКАЯ — пустошь владельческая при колодце, число дворов — 1, число жителей: 1 м. п. (1862 год)

В 1863—1871 годах временнообязанные крестьяне деревни выкупили свои земельные наделы у М. А. Быковой и стали собственниками земли.
В конце XIX — начале XX века деревня административно относилась к Рождественской волости 2-го стана Царскосельского уезда Санкт-Петербургской губернии. Население деревни было исключительно финским.
По данным «Памятной книжки Санкт-Петербургской губернии» за 1905 год «Товариществу Лядовского сельского общества» принадлежала пустошь Клопицы.
В 1897 году в деревне открылась первая школа. Учителем в ней работал «г-н Ленсман».
В 1913 году деревня насчитывала 41 двор.
С 1917 по 1923 год деревня Ляды входила в состав Лядского сельсовета Рождественской волости Детскосельского уезда.
С 1923 года в составе Гатчинского уезда.
С 1924 года в составе Даймищенского сельсовета.
С 1926 года вновь в составе Лядского сельсовета. Согласно данным переписи населения СССР 1926 года в деревне Ляды Лядского сельсовета Рождественской волости Троцкого уезда проживали 369 человек, большинство финны, а также эстонцы и русские.
С 1927 года в составе Гатчинского района.
С 1928 года вновь в составе Даймищенского сельсовета. В 1928 году население деревни Ляды также составляло 369 человек.
По данным 1933 года деревня Ляды входила в состав Даймищенского сельсовета Красногвардейского района.

Деревня Ляды на карте 1940 года

Согласно топографической карте РККА 1940 года деревня насчитывала 85 дворов.
С 1954 года в составе Рождественского сельсовета.
В 1958 году население деревни Ляды составляло 179 человека.
По данным 1966, 1973 и 1990 годов деревня Ляды также входила в состав Рождественского сельсовета Гатчинского района.
В 1997 году в деревне проживали 92 человека, в 2002 году — 88 человек (русские — 48%, финны — 43%), в 2007 году — 65, в 2010 году — 72.

## География
Деревня расположена в юго-западной части района на автодороге 41К-475 (Выра — Ляды).
Расстояние до административного центра поселения, села Рождествено — 13 км.
Расстояние до ближайшей железнодорожной станции Сиверская — 18 км.

## Демография
| 1838 | 1848 | 1862 | 1928 | 1958 | 1997 | 2002 |
| ---- | ---- | ---- | ---- | ---- | ---- | ---- |
| 134  | ↗152 | ↘107 | ↗369 | ↘179 | ↘92  | ↘88  |
| 2007 | 2010 | 2011 | 2017 |      |      |      |
| ↘65  | ↗72  | ↘54  | →54  |      |      |      |

### Национальный состав
Согласно данным Всероссийской переписи населения 2021 года в деревне проживали 115 человек, из них:
 русские — 109, финны — 3 человека, остальные национальность не указали.

## Транспорт
От Сиверской до Ляд можно доехать на автобусе № 502.

## Улицы
Крестьянский переулок, Рябиновая, Центральная.